# St. Charles Chill
Die St. Charles Chill waren ein US-amerikanisches Eishockeyfranchise aus Saint Charles, Missouri, das in der Central Hockey League, einer nordamerikanischen Minor League, spielte. Seine Heimspiele trug das Team in der 9.643 Zuschauer fassenden Family Arena aus.

## Geschichte
Nachdem die Laredo Bucks nach der Saison 2011/12 den Spielbetrieb einstellten, wurde das Team verkauft und nach Saint Charles, Missouri umgesiedelt, wo es in der Spielzeit 2013/14 unter dem Namen St. Charles Chill am Ligabetrieb der Central Hockey League teilnahm. Jamie Rivers, ehemaliger NHL-Spieler, wurde zum Cheftrainer des Teams ernannt.
Kooperationspartner der Chill waren die St. Louis Blues (NHL) und Chicago Wolves (AHL). In ihrer einzigen Spielzeit belegte das Team mit lediglich elf Siegen in 66 Spielen den zehnten und letzten Platz der Liga. Die Heimspiele wurden von durchschnittlich 2.585 Zuschauern besucht. Nach der Saison 2013/14 stellte sowohl das Team als auch die Central Hockey League den Spielbetrieb ein.

## Saisonstatistik
Abkürzungen: GP = Spiele, W = Siege, L = Niederlagen, T = Unentschieden, OTL = Niederlagen nach Overtime SOL = Niederlagen nach Shootout, Pts = Punkte, GF = Erzielte Tore, GA = Gegentore, PIM = Strafminuten
| Saison  | GP | W  | L  | OTL | SOL | Pts | GF  | GA  | Platz      | Playoffs           |
| 2013/14 | 66 | 11 | 49 | 1   | 5   | 28  | 156 | 281 | 10., Berry | nicht qualifiziert |

## Bekannte Spieler
- Chad Costello

## Team-Rekorde

### Karriererekorde
Spiele: 66  Martin Hlinka
Tore: 22  Kyle O’Kane
Assists: 31  Nicklas Lindberg
Punkte: 42  Nicklas Lindberg
Strafminuten: 96  Anthony Pisano